# À demain, mon amour
Pour le film documentaire de 2021, voir À demain mon amour.
Pour plus de détails, voir Fiche technique et Distribution.
À demain, mon amour (See You in the Morning) est un film américain réalisé par Alan J. Pakula, sorti en salles en 1989.

## Synopsis
Larry Livingstone, psychologue et divorcé depuis trois ans, tombe amoureux de Beth, une veuve ayant deux enfants à charge. Il trouve des difficultés à se faire une place au sein de Beth et de son entourage car la jeune femme peine à faire le deuil de son mari. Ayant chacun leurs responsabilités, ils doivent quand même apprendre à refaire leur vie. C'est ce que réalise Beth : Larry est peut-être sa seconde chance…

## Fiche technique
- Titre original : See You in the Morning
- Titre francophone : À demain, mon amour
- Titre québécois : Un beau matin
- Réalisation et Scénario : Alan J. Pakula
- Production : Alan J. Pakula et Susan Solt
- Musique originale : Michael Small
- Photographie : Donald McAlpine
- Montage : Evan A. Lottman (de)
- Distribution des rôles : Alixe Gordin
- Décors : George Jenkins
- Direction artistique : Robert Guerra (en)
- Distribution : Warner Bros. Pictures
- Pays de production :  États-Unis
- Langue : anglais
- Date de sortie :
  - États-Unis : 14 avril 1989

## Distribution
- Jeff Bridges : Larry Livingstone
- Alice Krige : Beth Goodwin
- Farrah Fawcett : Jo Livingstone
- Drew Barrymore : Cathy Goodwin
- Lukas Haas : Petey Goodwin
- David Dukes : Peter Goodwin
- Macaulay Culkin : Billy Livingstone
- Heather Lilly : Robin Livingstone
- Kate Wilkinson (en) : Aunt Matilda
- Linda Lavin : Sidney
- Theodore Bikel : Bronie
- Frances Sternhagen : Neenie
- Robin Bartlett : une patiente de la thérapie de groupe
- Elizabeth Parrish : une patiente de la thérapie de groupe

## Sortie et accueil
À sa sortie en salles, le long-métrage reçoit un accueil mitigé. Vincent Canby du New York Times a critiqué le scénario du film, mais a félicité le casting, notant que « compte tenu de la fausseté à la mode du récit, les acteurs s'en sortent très bien », tout en saluant aussi « les enfants acteurs, dont Drew Barrymore », qui « ne sont pas mauvais ».
Roger Ebert du Chicago Sun-Times lui a attribué deux étoiles et demie sur quatre et a également estimé que le scénario n'était pas génial mais que les acteurs s'en sortaient bien, écrivant que « ce qui rachète presque See You in the Morning, ce sont les performances ».
Le site Rotten Tomatoes, ayant collectés onze critiques, lui attribue un taux d'approbation de 55%, avec une moyenne de 5,6⁄10.
Le film n'a pas rencontré de succès commercial, ne rapportant que 4 795 009 $ de recettes au box-office américain en fin d'exploitation.